# Prunedale
Prunedale es un lugar designado por el censo ubicado en el condado de Monterrey en el estado estadounidense de California. En el año 2000 tenía una población de 16.432 habitantes y una densidad poblacional de 137.5 personas por km².

## Geografía
Prunedale se encuentra ubicado en las coordenadas 36°46′33″N 121°40′11″O / 36.77583, -121.66972. Según la Oficina del Censo, la ciudad tiene un área total de 119,5 km² (46,1 mi²), de la cual 119,4 km² (46,1 mi²) es tierra y 0 km² (0 mi²) 0.00% es agua.

## Demografía
Los ingresos medios por hogar en la localidad eran de $62,963, y los ingresos medios por familia eran $69,341. Los hombres tenían unos ingresos medios de $48,863 frente a los $34,542 para las mujeres. La renta per cápita para la localidad era de $24,318. Alrededor del 7.9% de la población estaban por debajo del umbral de pobreza.

## Galería

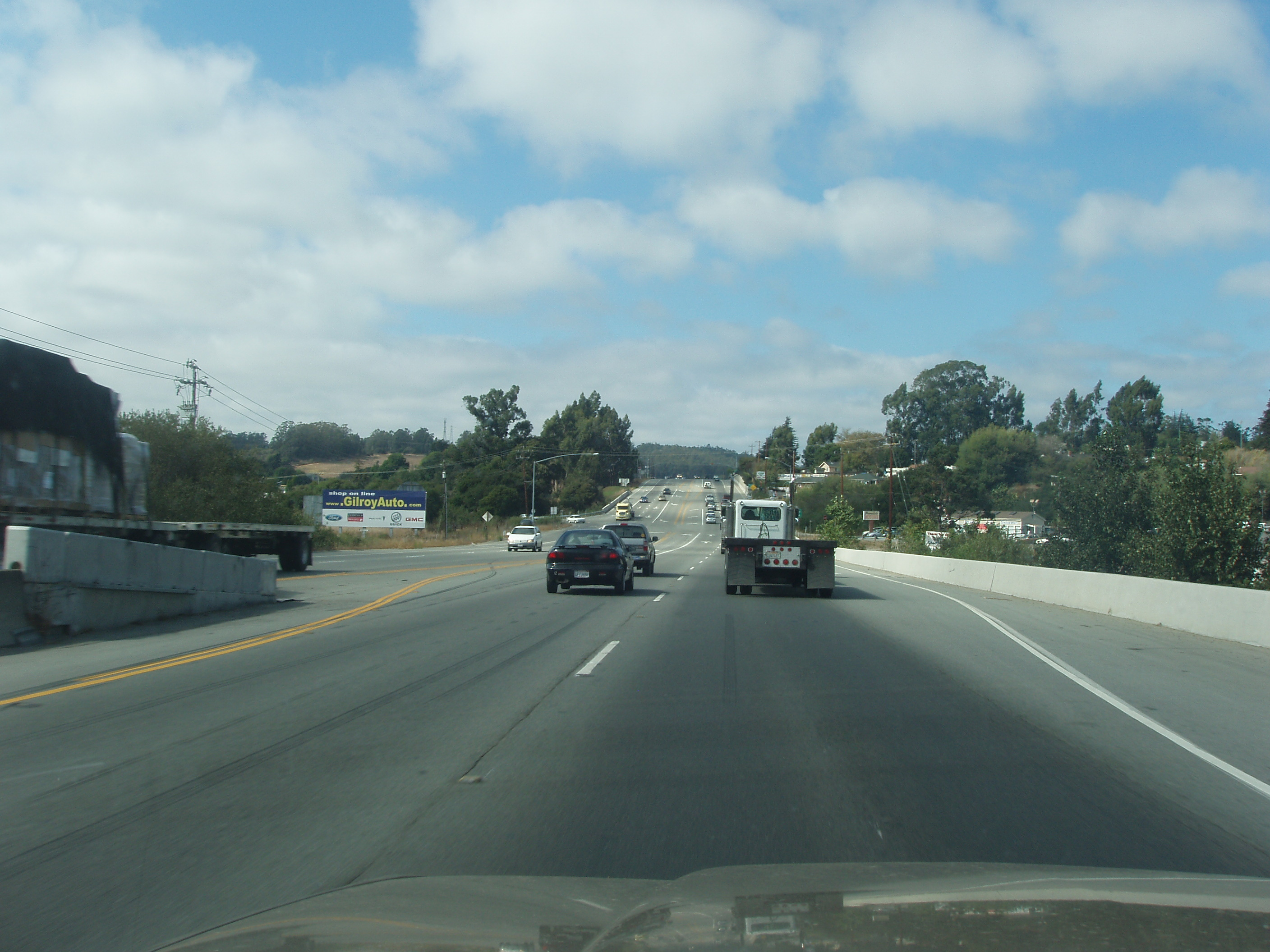
Highway 101 a través de la cara norte de Prunedale.
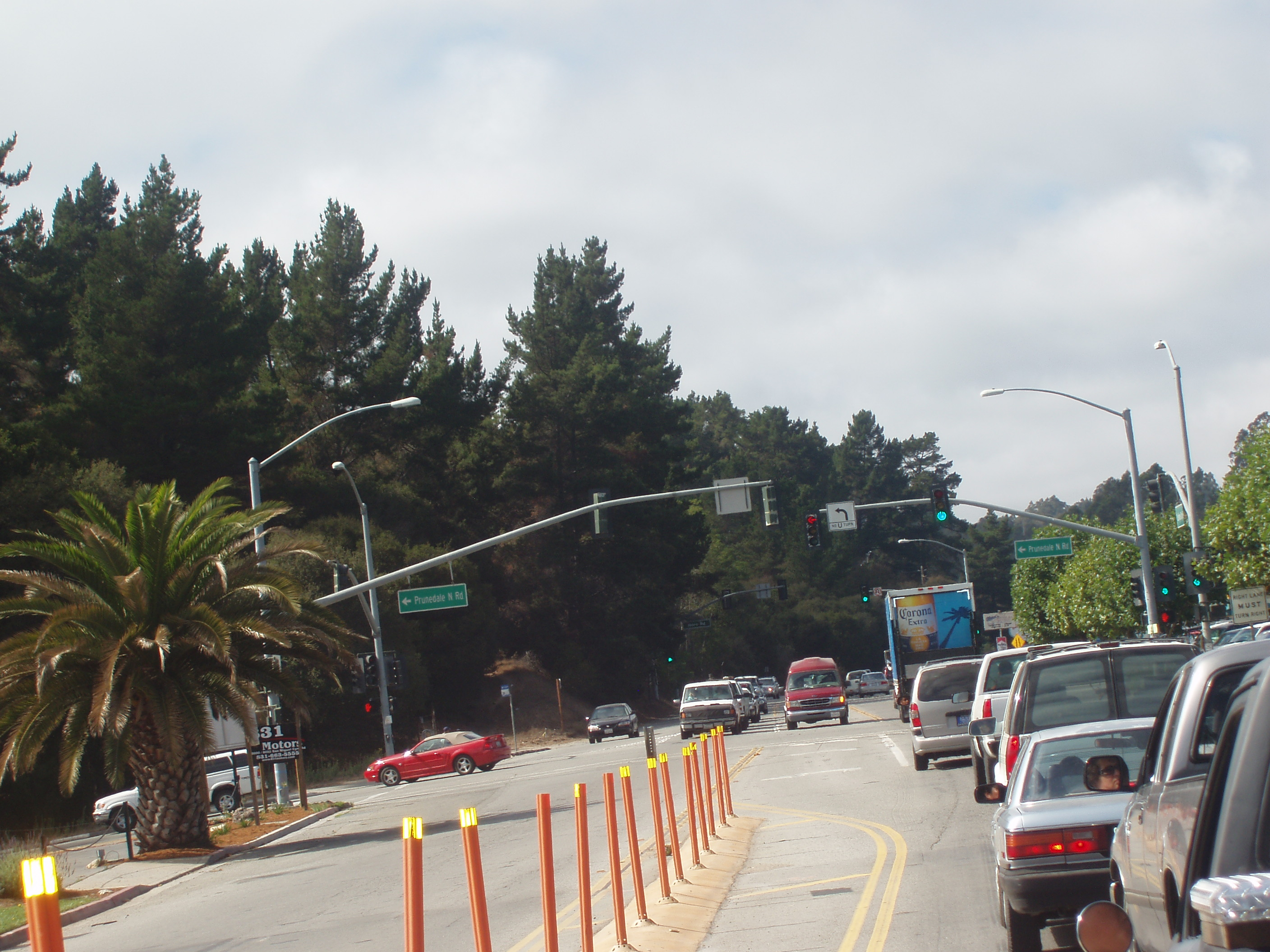
Intersección San Miguel Canyon Prunedale North.
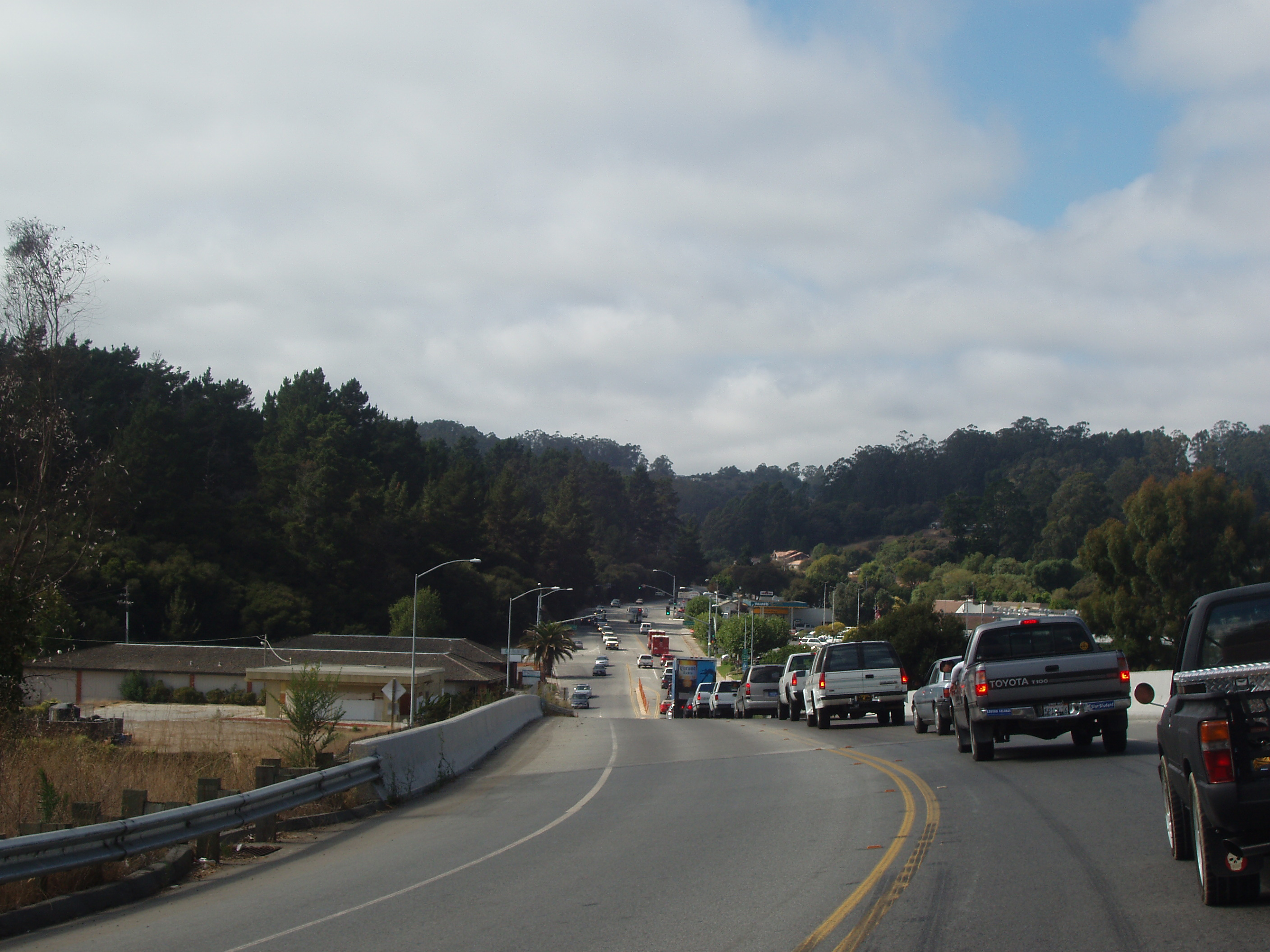
San Miguel Canyon Road.